# Le Nouveau Détective
Pour les articles homonymes, voir Détective (homonymie).
Le Nouveau Détective est un hebdomadaire français de faits divers créé aux éditions Gallimard en 1928 sous le titre originel de Détective, et édité ensuite par Les Éditions Nuit et Jour. Après avoir réuni des signatures prestigieuses entre les années 1930 et 1960, ce journal a souvent été décrié à partir des années 1970, autant pour ses méthodes publicitaires jouant sur le sensationnel que pour son contenu. Il a fait l'objet d'interdiction à la vente aux mineurs et d'interdiction de publicité, sa parution s'est arrêtée puis a repris.

## Historique

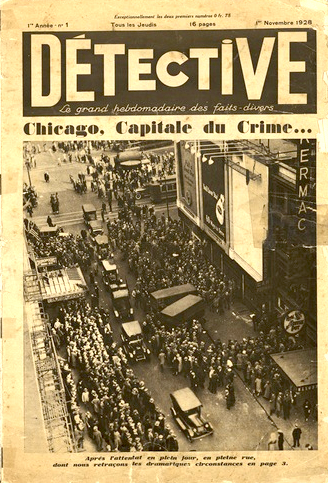
Couverture du 1er numéro : Chicago, capitale du crime (novembre 1928).

Détective, le grand hebdomadaire des faits-divers est fondé à Paris le 1er novembre 1928 par les frères Joseph et Georges Kessel — ce dernier est directeur-gérant, secondé par Édouard Sené, rédacteur en chef — et l'avocat Maurice Garçon, avec pour éditeur et financiers les Publications ZED, filiale des éditions Gallimard, qui avaient racheté le titre à Roger d'Ashelbé, créateur d'une publication destinée aux commissaires de police parisiens. 
Parmi les plumes prestigieuses associées à cette création ou collaborant à ses premiers numéros, figurent en particulier, en plus des frères Kessel, François Mauriac, André Gide, Pierre Mac Orlan, Georges Simenon, Marcel Duhamel, Francis Carco, ou Albert Londres.
Vendu 0,75 franc pour 16 pages, le magazine en noir et blanc, imprimé en héliogravure par Georges Lang, se caractérise par un traitement de l'image assez novateur et une mise en page percutante, qui doit beaucoup à VU lancé par Lucien Vogel quelques mois plus tôt. Dans la liste des collaborateurs, apparaissent dès novembre l'avocat Maurice Garçon, Marcel Achard, et, pour la page livres, Roger Caillois.
Face aux critiques sur le contenu, Joseph Kessel répond que « le crime existe, c'est une réalité, et, pour s'en défendre, l'information vaut mieux que le silence ».
Un concurrent, appelé Police magazine, est lancé en novembre 1930 et s'impose comme le second grand magazine hebdomadaire de fait divers criminel de l'entre-deux-guerres français.
La parution est interrompue par la Seconde Guerre mondiale, puis reprend en 1946 sous le titre Qui ? Détective, mais Gallimard a, entretemps, revendu au groupe de presse d'André Beyler, qui publie entre autres Radar, et à Jacques Chaban-Delmas.
En 1958, le titre redevient Détective jusqu'en 1979. À cette époque, il comptera parmi ses contributeurs l'inventeur Roland Moreno, et les romanciers Philippe Djian et Philippe Muray.
Après avoir de nouveau changé de nom pour s'appeler Qui ? Police à partir de 1979, le titre prend son appellation actuelle Le Nouveau Détective en 1982.
Jean-Noël Beyler, qui a hérité du titre par son père, André Beyler, le revend en 1995, à Catherine Nemo, qui le revend quelques années plus tard à son tour au groupe allemand Hubert Burda Media.

## La relation du fait divers

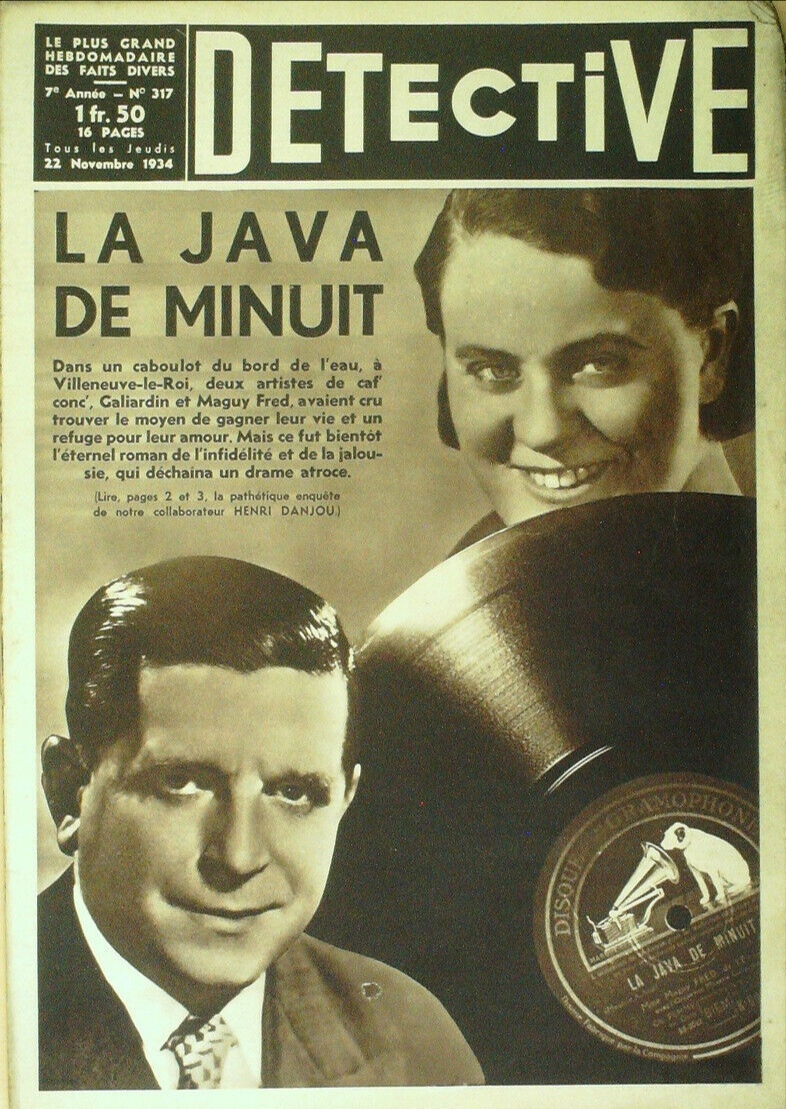
Couverture du journal Le Détective n°317, relatant la mort de la chanteuse Maguy Fred.

Depuis ses origines, Détective se singularise, dans la presse, par son traitement du fait divers,. La rédaction dit s'efforcer de restituer le regard des protagonistes. L'organisation du récit vise à entretenir le suspense. Simone de Beauvoir et Jean-Paul Sartre sont des lecteurs assidus de ce magazine faisant dans le sensationnel, Sartre encourageant « la presse de gauche à s'intéresser aux faits divers, à puiser dans ces histoires la révélation des tensions de la société ».
Plusieurs décennies après sa création, l'hebdomadaire est contesté. Ses campagnes publicitaires heurtent les esprits dans les années 1970, avec des dessins très réalistes conçus par le dessinateur Angelo Di Marco, mais qui décrivent l'instant ultime précédant le crime, appuyés par des affichettes aux titres racoleurs tels que : « Violée par l'amant de sa mère ! », « Elle livre sa sœur à son amant proxénète », « Il drogue sa femme et la vend nue aux enchères ! » etc..
Le périodique est plusieurs fois poursuivi pour indécence (c'est-à-dire « outrage aux bonnes mœurs avec publicité », avant 1994) mais rarement condamné. En 1978, à la suite de questions orales à l'Assemblée nationale de Georges Fillioud, et à des questions écrites de la députée Gisèle Moreau à Monique Pelletier, ministre délégué à la condition féminine, une polémique éclate et le ministère de l'Intérieur décide d'interdire de publicité, et d'interdire à la vente aux mineurs, le magazine. Une grande partie de la presse française, même si ses rédacteurs n'apprécient pas particulièrement les fameuses affichettes publicitaires, déplore les mesures touchant Détective, voyant dans cette mesure une atteinte à la liberté de la presse, qui rappelle celles contre Hara-Kiri hebdo en 1970 , et ne se résumerait en fait qu'à une tentative de censure pour de vagues « raisons morales », lesquelles ne sont pas fondées en droit français.

## Dans la culture populaire
Dans le film Rapaces (2025) de Peter Dourountzis, le personnage joué par Mallory Wanecque réalise un stage au côté de son père journaliste joué par Sami Bouajila au magazine Détective, nom inspiré par Le Nouveau Détective.